# Шеліґі (Жирардовський повіт)
Шеліґі (пол. Szeligi) — село в Польщі, у гміні Мщонув Жирардовського повіту Мазовецького воєводства.
Населення — 40 осіб (2011).
У 1975-1998 роках село належало до Скерневицького воєводства.

## Демографія
Демографічна структура станом на 31 березня 2011 року:
|          | Загалом | Допрацездатний вік | Працездатний вік | Постпрацездатний вік |
| -------- | ------- | ------------------ | ---------------- | -------------------- |
| Чоловіки | 18      | 1                  | 17               | 0                    |
| Жінки    | 22      | 4                  | 13               | 5                    |
| Разом    | 40      | 5                  | 30               | 5                    |